# Марта Кос
Марта Кос (словен. Marta Kos; нар. 28 червня 1965) — словенська журналістка, дипломатка та політична діячка. Європейська комісарка з питань розширення з 1 грудня 2024. У минулому — посол Словенії у Німеччині (2013—2017), посол у Швейцарії, посол-нерезидент у Латвії та Ліхтенштейні (2017—2020) та заступниця голови партії Рух «Свобода» (2022). Нагороджена Великим хрестом заслуг ордену «За заслуги перед Федеративною Республікою Німеччина». 
17 вересня 2024 року призначена європейським комісаром з питань розширення Європейського союзу.

## Біографія
Сестра Драго Коса, президента Групи держав проти корупції у 2002—2011 роках.
В юності була видатною плавчинею, багаторазовою чемпіонкою Словенії та Югославії.
Закінчила факультет суспільних наук Люблянського університету, де вивчала журналістику. Отримала нагороду імені Франці Прешерна за найкращу дипломну роботу.
Працювала журналісткою у відділі спортивних новин, потім кореспонденткою державної телерадіокомпанії RTV Slovenija у Німеччині, а також кореспонденткою «Deutsche Welle». У 1997—1999 роках — офіційна представниця уряду Янеза Дрновшека. Потім працювала у Торгово-промисловій палаті Словенії, де також була віцепрезиденткою з міжнародного співробітництва. У 2003—2014 роках працювала коучем у швейцарській тренінговій компанії Gustav Käser Training International.
У травні 2013 року на запрошення прем'єр-міністерки Аленки Братушек обійняла посаду посла Словенії у Німеччині. 2016 року щомісячний журнал «Diplomatisches Magazin» обрав її для отримання нагороди «Посол року» за видатний внесок у зміцнення соціальних, економічних і культурних відносин між Словенією та Німеччиною. Президент Німеччини Франк-Вальтер Штайнмаєр нагородив її Великим хрестом заслуг ордену «За заслуги перед Федеративною Республікою Німеччина». 2017 року змінила Франца Мікшу на посаді посла Словенії у Швейцарії та посла-нерезидента у Латвії та Ліхтенштейні. У червні 2020 року подала у відставку через незгоду із зовнішньою політикою Словенії. Залишилася жити у Швейцарії. З того часу працює у власній компанії і займається тренінгами в галузі лідерства та особистісного зростання.
У червні 2021 року стала однією з 4 співзасновниць (разом з адвокаткою Наташею Пірц Мусар) та президентом словенської асоціації жінок-експертів ONA VE («Вона знає»). Основна мета асоціації — домогтися рівного гендерного представництва у ЗМІ та на публічних заходах.
21 червня 2022 року стала першою, хто висунув свою кандидатуру у президенти Словенії на майбутніх виборах. Пізніше свої кандидатури висунули адвокатка Наташа Пірц Мусар, яку підтримав колишній президент Мілан Кучан, психоаналітик Ніна Крайнік, музикант Грегор Безеншек (Gregor Bezenšek), який виступає під псевдонімом SoulGreg Artist, і колишній міністр закордонних справ Анже Логар від Словенської демократичної партії. У разі її обрання члени Руху «Свобода» могли стати трьома першими особами Словенії (Роберт Голоб — голова уряду, Уршка Клакочар-Зупанчич — голова Державних зборів). Але у серпні зняла свою кандидатуру.
17 вересня 2024 року призначена європейським комісаром з питань розширення Європейського союзу під головуванням Урсули фон дер Ляйєн на період 2024—2029 років.
1 грудня 2024 року Кос прибула до Києва разом із Антоніу Коштою, Президентом Європейської ради, та представником ЄС із закордонних справ Каєю Каллас.

## Особисте життя
16 років була одружена з Аароном Марком, вони розлучилися 2018 року. Другий чоловік, Анрі Гетаз, — генеральний секретар Європейської асоціації вільної торгівлі.